# Otto Berg (naukowiec)
Otto Berg (ur. 23 października 1873 w Berlinie, zm. 1939) – niemiecki fizyk, fizykochemik i specjalista w dziedzinie spektroskopii rentgenowskiej. Wraz z Walterem Noddackiem i Idą Tacke odkrył w 1925 roku pierwiastek o liczbie atomowej 75, który naukowcy następnie wyizolowali w 1928 roku. Pierwiastek ten został przez nich nazwany rhenium co oznacza „Ren”.

## Życiorys
Studiował na Uniwersytecie w Berlinie. Stopień naukowy doktora uzyskał w 1898 roku na Uniwersytecie Albrechta i Ludwika we Fryburgu. Początkowo pracował na uniwersytecie we Fryburgu (1900), następnie wykładał fizykę na uniwersytetach w Greifswaldzie (1901 lub 1902–1907) i w Getyndze (1907–1911). W 1912 roku uzyskał dyplom architekta na Uniwersytecie Technicznym Darmstadt i przez około rok pracował jako architekt. Wiadomo o jednym zaprojektowanym przez niego budynku w Jugenheim. W 1913 roku powrócił do Berlina i zaczął pracę w zakładach elektrotechnicznych Siemens & Halske (później Siemens-Halske) specjalizujących się wówczas w produkcji telegrafów.
W okresie I wojny światowej służył w armii Cesarstwa Niemieckiego w wojskach inżynieryjnych stacjonujących w Turcji. W 1916 roku został odznaczony Krzyżem Żelaznym II klasy.
Kilka miesięcy po zakończeniu I wojny światowej ponownie znalazł zatrudnienie w zakładach Siemens & Halske w Berlinie-Kreuzbergu, w dziale rozwojowym, gdzie zajmował się dyfrakcją fal elektromagnetycznych, zwłaszcza fal o długości w zakresie promieniowania rentgenowskiego. Początkowo wszedł w skład zespołu, który opracował metodę oraz skonstruował urządzenie do spektralnej identyfikacji pierwiastków występujących w rudach metali. Niedługo potem zaczął współpracę z chemikami: Noddackiem i Tacke. Na potrzeby prowadzonych badań zajmował się interpretacją rentgenospektrogramów. Badania te finalnie doprowadziły do odkrycia renu.
W 1900 roku poślubił nauczycielkę Julię Zuntz, córkę Nathana Zuntza. Mieli czwórkę dzieci: Evę, Heinza, Wolfganga (lub Wolfa) i Richarda.
W 1933 roku został zwolniony z zakładów Siemens & Halske z powodu swojego żydowskiego pochodzenia lub też z powodu działalności swojego najmłodszego syna Richarda, który działał w tym czasie w młodzieżowych organizacjach żydowskich (do 1934 roku, gdy Richard Berg wyemigrował do Palestyny). Również żona Otto Berga, Julia miała żydowskie pochodzenie. W latach 1934–1938 był nękany i grożono jemu i jego rodzinie, w efekcie czego zdecydował się w 1938 roku opuścić Niemcy. Ostatecznie został przerzucony wraz z żoną do Anglii, gdzie znajdował się już jego syn Wolfgang i synowa Lisa Berg z d. Steffens.
Dalsze losy Otto Berga pozostają nieznane lub są sprzeczne informacje na ten temat. Nie wiadomo, kto przyczynił się do wywiezienia naukowca z Niemiec. Prawdopodobnie Otto Berg przebywał w Anglii nielegalnie i pozostawał pod obserwacją oraz miał kontakt z angielskimi służbami wywiadowczymi. Co do charakteru tych kontaktów informacje są sprzeczne. Brak jest informacji o okolicznościach śmierci.

## Odkrycie renu i technetu

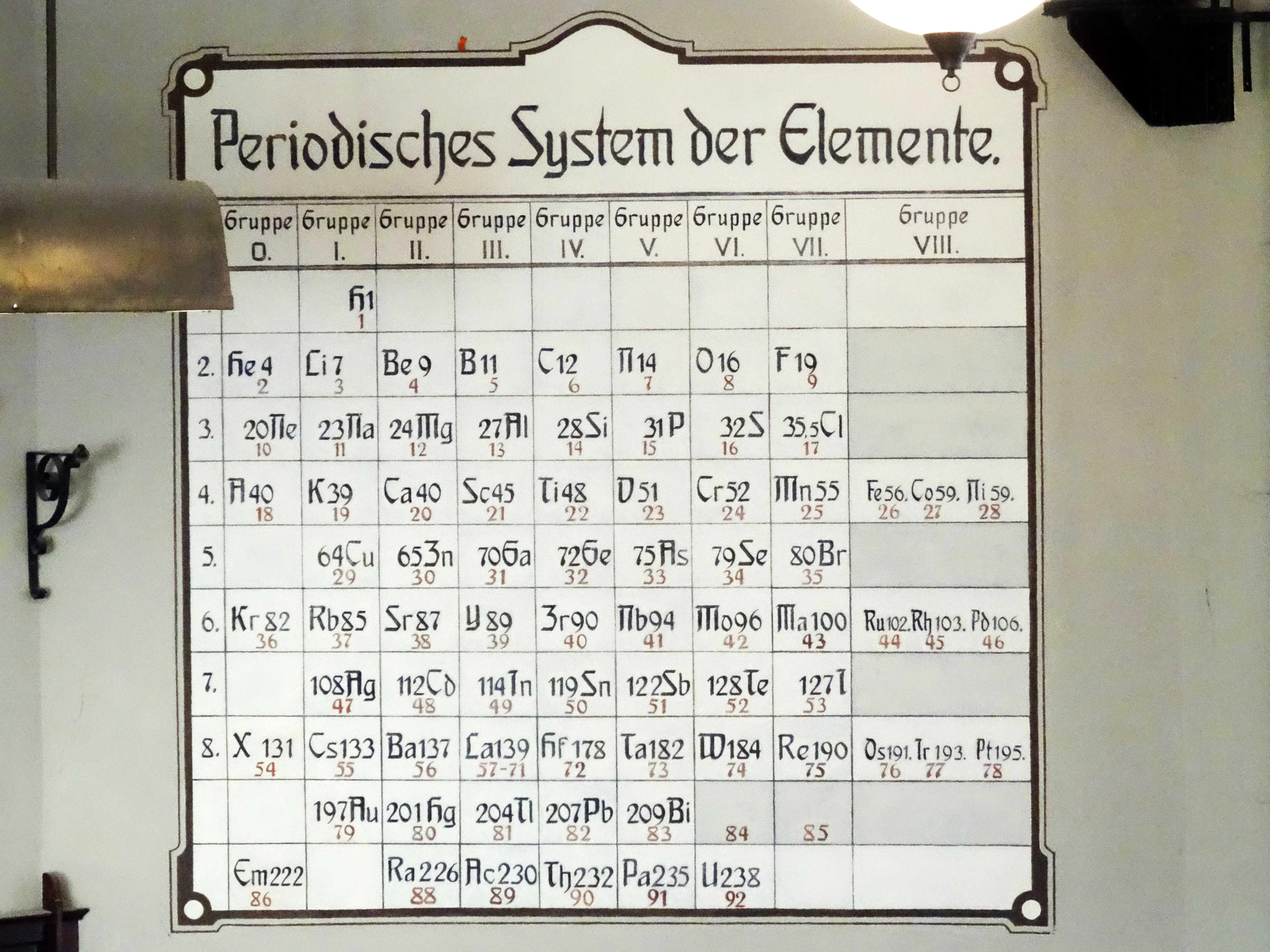
Odrestaurowany niemiecki układ okresowy z lat 1904–1945 w audytorium Wydziału Chemicznego Politechniki Gdańskiej. Jest na nim umieszczony pierwiastek 43, masurium (Ma), opisany w 1925 roku przez naukowców niemieckich.

Obecnie Otto Berg, wraz z Noddackiem i Tacke, jest powszechnie uznany jako odkrywca pierwiastka o licznie atomowej 75 (renu), choć w 1908 roku pierwiastek ten opisał japoński chemik Masataka Ogawa, przypisał mu jednak błędną liczbę atomową 43, przez co jego odkrycie nie zostało uznane. Ogawa nazwał odkryty pierwiastek „nipponium (Np)”.
W roku 1925, bombardując minerał kolumbit ([(Fe, Mn)(Nb, Ta)2O6]) elektronami, Berg, Noddack i Tacke wykryli, dzięki dyfrakcji promieniowania rentgenowskiego, obecność pierwiastka o liczbie atomowej 43, który uczeni nazwali masurium (od nazwy regionu Mazury, wówczas w Prusach Wschodnich). Eksperyment budził wątpliwości z powodu niejednoznaczności uzyskanych widm (wyraźny sygnał wystąpił jedynie na 28 widmach z 1000 zarejestrowanych a na 70 otrzymano niejednoznaczny sygnał). Uczeni postulowali obecność nowego pierwiastka w minerale i podjęli próbę jego wyizolowania, która zakończyła się niepowodzeniem. Założenie, że w minerale znajduje się nieodkryty pierwiastek uznano więc za błędne, choć jest prawdopodobne, że uczeni zidentyfikowali naturalnie występujący w niewielkiej ilości technet.
Ostatecznie w 1937 roku pierwiastek o liczbie atomowej 43 został otrzymany (w postaci wyizolowanej) przez Emilio Gino Segrè i Carlo Perriera. Został on w 1947 roku nazwany technetium od greckiego słowa „sztuczny”, ponieważ początkowo uznano, że można go otrzymać jedynie sztucznie. Technet wykryto w przyrodzie w 1961 roku.